# マンションリフォームマネジャー
マンションリフォームマネジャーは、主としてマンションの専有部分のリフォームにおいて、居住者の要望を実現するために、専門知識をもって、管理組合や、施工者などと協力・調整しながら、居住者に付加価値の高いリフォームを企画・提供するための業務推進能力を有することが試験により認定された資格。公益財団法人住宅リフォーム・紛争処理支援センターが認定試験を行っており、同資格者は「マンション標準管理規約（国土交通省）」のコメントで、『管理組合が支援を受けることが有用な専門的知識を有する者』として位置づけられている。平成4年度に創設され、認定試験合格者は、平成28年度現在で延べ10,342人（平成4年度研修修了考査合格者を含む）となっている。

## 受験資格
特に設定されておらず誰でも受験可能である。

## 試験内容

### 学科試験
マンションリフォームに関する専門知識
　（出題分野：計画・基礎知識、法規・規約・制度、マネジメント、住戸内各部のリフォーム、設備のリフォーム）

### 設計製図試験：マンションリフォームのプランニング
マンション専有部分に係るリフォームの設計図書の作成（平面図および留意事項説明）
　

## 登録について
制度発足以来、試験合格者は財団への登録が必要であったが、平成24年度以降、新規登録及び更新登録制度が廃止され、試験合格者であれば「マンションリフォームマネジャー」の称号が使用できる制度に改められた。なお、試験合格者には、申請により「合格証明書」が発行される。

## 業界との関係
適切なマンションリフォームを推進する業界団体である一般社団法人マンションリフォーム推進協議会（REPCO）は、試験対応教材を作成して受験者のための事前講習会を開くなど当該資格の支援、活用を図っている。

## 関連資格
マンション管理士